# Eva Decroix
Eva Decroix, née Táborská le 26 mai 1982 à Ostrava, est une femme politique, avocate, médiatrice agréée et femme d'affaires tchèque, depuis juin 2025 ministre de la Justice de la République tchèque et présidente du Conseil législatif du gouvernement de la République tchèque dans le gouvernement de Petr Fiala. Depuis octobre 2021, elle est également députée à la Chambre des députés de la République tchèque. De 2020 à 2024, elle a été conseillère régionale de la région de Vysočina. Entre 2020 et 2022, elle a également été conseillère municipale de la ville de Jihlava. En avril 2024, elle a été élue vice-présidente du Parti démocratique civique.

## Vie personnelle
Eva Decroix est née en 1982 à Ostrava. Peu après sa naissance, elle et sa mère ont déménagé à Jihlava pour rejoindre son père.
Alors qu'elle étudie à la Faculté des Sciences de l'Éducation, elle rencontre le chef et pâtissier Rémi Decroix (* 1971), originaire de Lille, au restaurant étoilé Michelin Bistrot de Marlène à Prague. Elle l'épouse au cours de ses dernières études à Lille. Ils ont deux filles ensemble.

## Éducation et carrière
En 2000, elle est diplômée du lycée privé Ad Fontes de Jihlava. Elle a ensuite commencé des études pour devenir professeure de tchèque et de français dans l'enseignement secondaire et de langue tchèque à la Faculté des Sciences de l’Éducation de l’Université Charles de Prague. Elle abandonne ses études après sa deuxième année.
Elle fait ensuite des études de droit en France, où elle a voyagé avec son partenaire Rémi Decroix. Ils s'installent d'abord en Bretagne, puis à Lille. À partir de l'année universitaire 2002/2003, elle étudie pendant deux ans à la Faculté de Droit, d'Economie et de Gestion de l'Université de Bretagne Sud, où elle obtient un DEUG (Diplôme d'Études Universitaires Générales),. Elle s'inscrit ensuite à l'Université Lille II au cours de l'année universitaire 2005/2006, où elle obtient en 2007 le diplôme de Maîtrise. Au cours de l'année universitaire 2007/2008, elle quitte la France pour la Faculté de droit de Prague dans le cadre du programme Erasmus; elle ne va cependant pas au bout du programme.
En 2008, l'Université Charles délivre une attestation d'équivalence de son diplôme de maîtrise avec un diplôme de master de droit (magistr práv),[Passage contradictoire (Après son entrée en fonction en tant que ministre de la Justice, un scandale éclate à propos de son titre de Mgr. L'université Charles nostrifie son master obtenu en France, bien qu'il ait duré un an de moins que ce que prévoyait le programme d'études. En raison de ce type de nostrification, elle n'a jamais obtenu de Master of Laws. Par la suite, le diplôme de maîtrise a été supprimé de toutes les sources gouvernementales officielles.)]. En juin 2025, le journal Deník N attire l'attention sur le fait que la normalisation vers un diplôme équivalent de master de cinq ans en droit et sciences juridiques en République tchèque a eu lieu malgré le fait qu'elle n'ait pas terminé la dernière année nécessaire pour une formation juridique à part entière au niveau du Master 2. Elle obtient ensuite ce diplôme dans un domaine non juridique. Selon Deník N, la même université a refusé de valider les cinq années d'études de droit français d'un autre candidat en 2009,,.
En 2008, elle s'inscrit comme élève-avocat et commence sa carrière au cabinet JUDr. Tomáš Ptáček à Prague. En 2011, après avoir réussi l'examen du barreau, elle fonde son propre cabinet d'avocats à Jihlava, où elle vit alors avec son mari et ses deux enfants,.
En 2015, elle passe l'examen d'État de langue française, spécialisation traduction, et suit une formation d'interprète judiciaire. Son emploi du temps chargé l'empêche néanmoins de le devenir. En 2016, elle passe l'examen de médiatrice et s'inscrit au registre des médiateurs. Au cours de l'année universitaire 2018/2019, elle valide un MBA à l'Institut Franco-Tchèque de Management (IFTG) de l'Université d'Économie de Prague. Elle obtient ainsi un diplôme de Master 2 de l'Université partenaire Jean Moulin Lyon 3 et un diplôme de MBA,.
En 2020-2024, elle valide un doctorat à la Faculté de droit de l'Université Charles, dans le cadre du programme d'études en sciences juridiques théoriques avec une spécialité en droit civil,. En juin 2024, elle soutient sa thèse Divorce sans juge - la solution française est-elle transposable dans l'environnement juridique tchèque ? et reçoit le titre de Ph.D. Elle suit enfin un programme d'enseignement à distance de deux ans en diplomatie à l'Institut CEVRO, qu'elle termine en 2024 et obtient un diplôme de MPA.
Elle dirige un cabinet d'avocats à Jihlava et à Prague.

## Activité politique
Elle est membre de l'ODS depuis 2014 et se présente pour la première fois aux élections municipales de 2018 à Jihlava. Elle n'est pas élue et est première remplaçante. À la suite de la démission du conseiller municipal du même parti Petr Laštovička début 2020, elle devient  conseillère municipale,. Aux élections municipales de 2022, elle se présente au conseil municipal de Jihlava en tant que candidate de la coalition « ODS et KDU-ČSL », mais n'est pas élue.
Lors des élections régionales de 2016, elle se présente sans succès dans la Région de Vysočina. Elle n'est élue qu'aux élections de 2020, lorsqu'elle s'est présentée comme membre de l'ODS sur la liste « ODS et Maires pour les Citoyens ». Elle ne se présente pas aux élections de 2024.
Aux élections européennes de 2019, elle se présente à la 6ème place en tant que candidate de l'ODS, mais n'est pas élue.
Lors des élections législatives de 2021, elle est élue à la Chambre des députés en tant que membre de l'ODS sur la liste de la coalition SPOLU (ODS, KDU-ČSL et TOP 09) dans la région de Vysočina,. En décembre 2021, elle devient première vice-présidente du groupe parlementaire ODS. Elle initie la création du Sous-comité pour la promotion de la démocratie et des droits de l’homme à l’étranger en janvier 2022, date à laquelle elle en devient également la présidente. En août 2023, le ministère de la Justice, en coopération avec Eva Decroix présente un projet de loi portant modifications à la législation relative aux procédures de divorce. En avril 2024, elle est élue vice-présidente de son parti lors du 31ème Congrès de l'ODS.
Depuis le 23 novembre 2021, elle est membre de la Commission des affaires constitutionnelles et juridiques et de la Commission des affaires étrangères. Elle est l'auteur d'une résolution dans laquelle la commission des affaires étrangères condamne les exercices militaires chinois au large de Taïwan et soutient l'engagement de Taïwan dans les institutions internationales telles que les Nations Unies. Depuis le 19 janvier 2022, elle est membre de la Sous-commission sur les violences domestiques et sexuelles et membre de la Sous-commission sur la promotion de la démocratie et des droits de l’homme à l’étranger depuis le 20 décembre. Le 17 janvier 2023, elle cofonde et devient présidente du sous-comité pour la promotion de la démocratie et des droits de l’homme à l’étranger.
En juin 2025, le Premier ministre Petr Fiala propose de la nommer au poste de ministre de la Justice après la démission du ministre Pavel Blažek en raison de l'affaire dite des bitcoins. Le Président de la République, Petr Pavel, la nomme ministre du gouvernement Fiala le 10 juin 2025,. Elle devient par la même occasion présidente du Conseil législatif du gouvernement de la République tchèque.
Elle est candidate aux élections à la Chambre des députés de la République tchèque en 2025, en tant que chef de file de la coalition SPOLU (c'est-à-dire ODS, KDU-ČSL et TOP 09) dans la région de Vysočina.